# Ha! Ha! Ha!!
Ha! Ha! Ha!! es un corto de animación estadounidense de 1934, de la serie de Betty Boop. Fue producido por los estudios Fleischer y distribuido por Paramount Pictures. En él aparecen Betty Boop, Koko el payaso y el propio Max Fleischer.

## Argumento
Max Fleischer dibuja a Betty, luego la deja para pasar la noche en el estudio. Koko se escapa del tintero y se sirve a sí mismo a una barra de caramelo que dejó Max. Empieza a comer un poco, pero pronto tiene un terrible dolor de muelas. Betty intenta sacar el diente malo mientras baila. Después de que esto falla, ella intenta calmarlo, pero usa demasiado gas de la risa, lo que hace que Betty y Koko se rían histéricamente. El gas comienza a  extenderse por la habitación, haciendo que un reloj de cuco y una máquina de escribir comiencen a reír descontroladamente. El gas sale por la ventana y se extiende por toda la ciudad. Tanto las personas como los objetos inanimados comienzan a reír (un buzón, un parquímetro, un puente, automóviles y tumbas).

## Producción
Ha! Ha! Ha!! es la vigésima sexta entrega de la serie de Betty Boop y fue estrenada el  2 de marzo de 1934.